# 德拉普蘭 (阿肯色州)
德拉普蘭（英語：Delaplaine）是一個位於美國阿肯色州格林縣的市鎮。

## 地理
德拉普蘭的座標為36°13′58″N 90°43′33″W / 36.23278°N 90.72583°W，而該地的平均海拔高度為83米（即276英尺）。

## 人口
根據2020年美國人口普查的數據，德拉普蘭的面積為2.86平方千米，皆為陸地。當地共有人口64人，而人口密度為每平方千米22人。